# Museum Het Valkhof

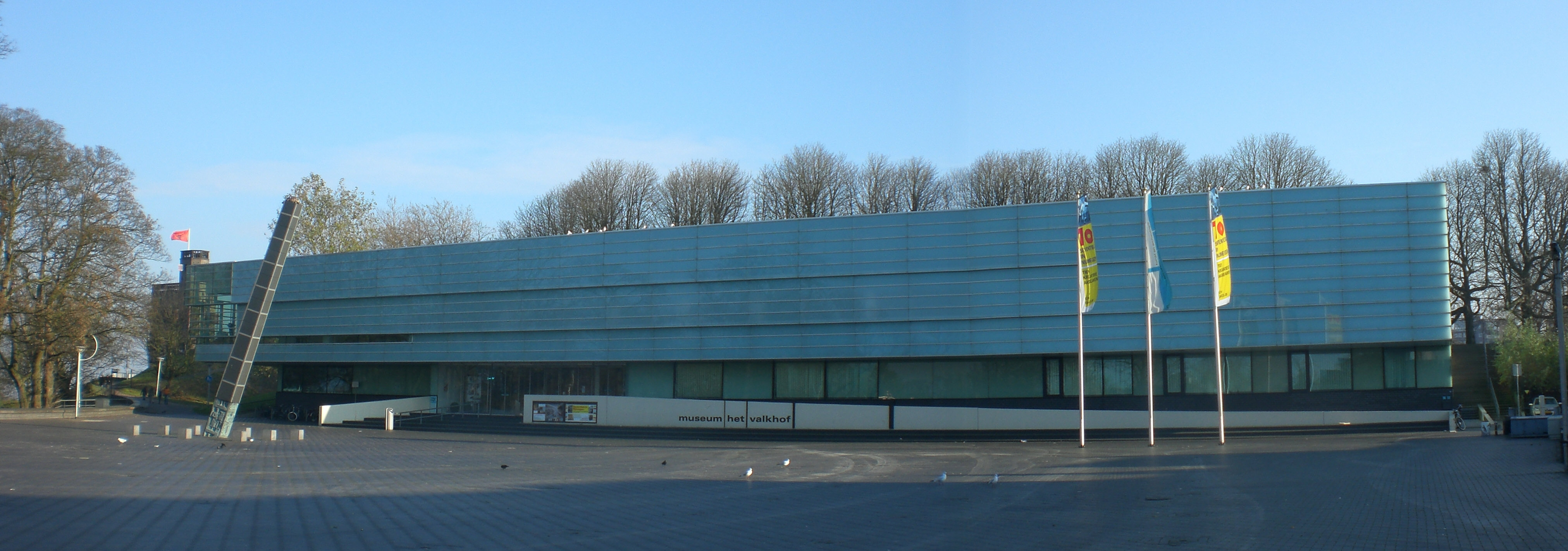
Museum Het Valkhof

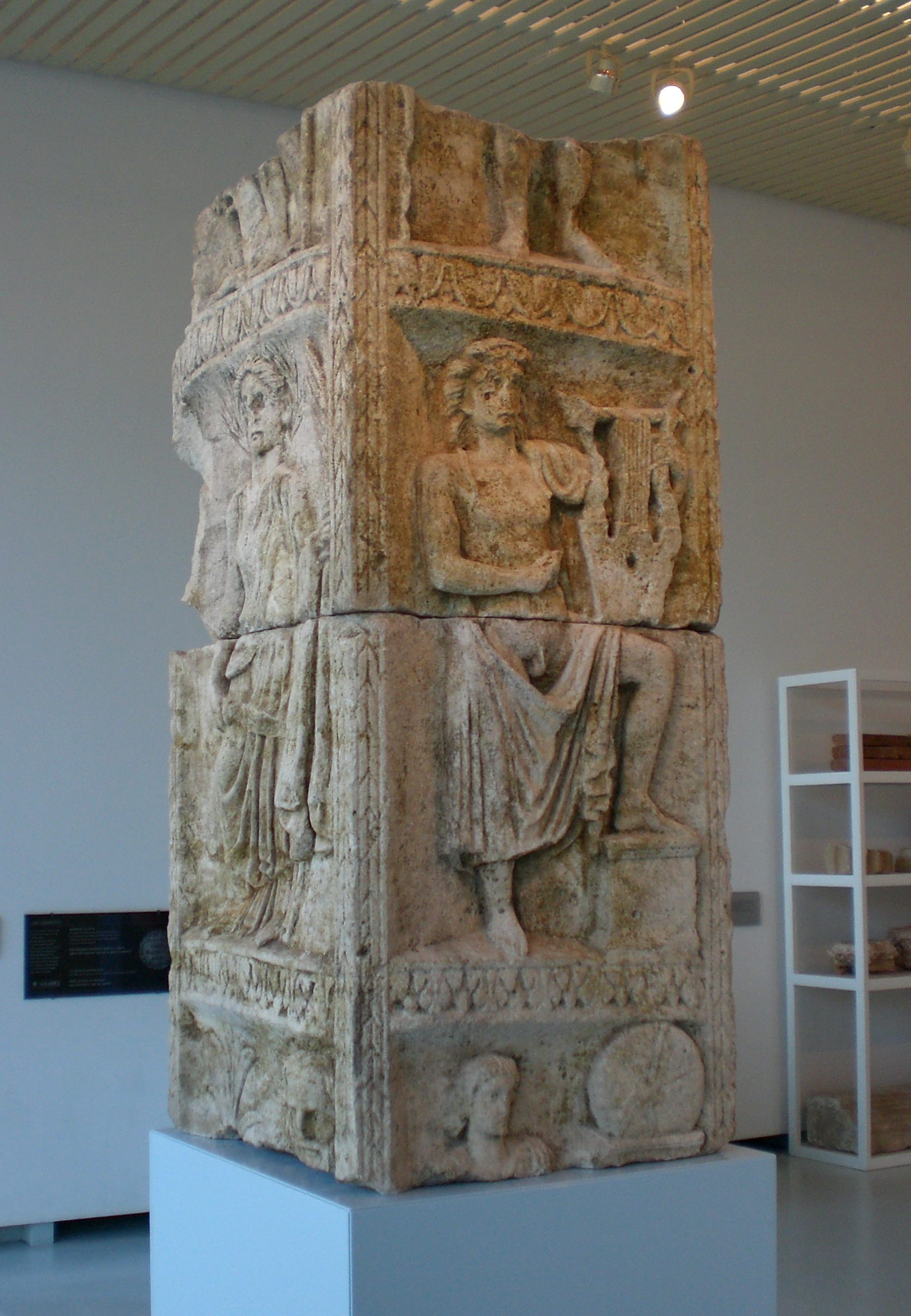
Die 1980 vor dem Museum gefundene Göttersäule, ein Glanzstück der Ausstellung.

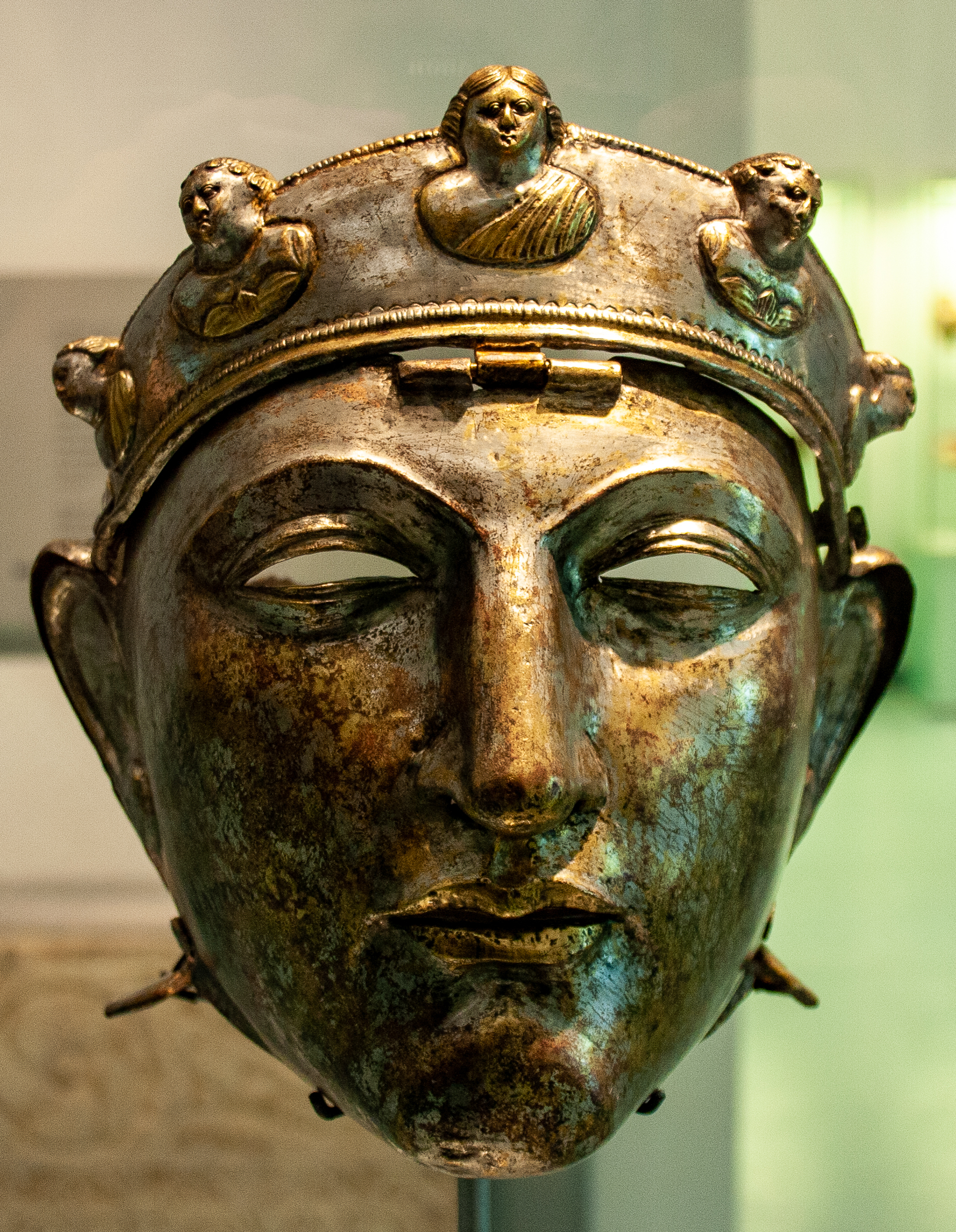
Reiterhelm

Das Museum Het Valkhof ist ein kunst- und kulturhistorisches Museum in Nijmegen, in der Niederländischen Provinz Gelderland. Das Museum wurde 1999 durch Zusammenlegung der archäologischen Sammlung des Museums Kam und der Kunstsammlung der Commanderie van Sint Jan gegründet. Das Haus gehört der deutsch-niederländischen Partnerschaft Crossart an. 

## Sammlungen
Archäologie
Die archäologische Abteilung beherbergt eine umfangreiche Sammlung archäologischer Funde zur Ur- und Frühgeschichte sowie der römischen und mittelalterlichen Geschichte der Stadt und Region. Die Ausstellung ist in Themenbereiche wie Religion, Tod und Bestattung, Handel und Handwerk und Alltagsleben gegliedert. Besonders bedeutend ist der Bestand an römischen Funden, da Noviomagus, das heutige Nijmegen, die wichtigste Stadt des Römischen Reiches auf niederländischem Gebiet war.
Alte Kunst
Die Kunstabteilung zeigt Gemälde, Grafiken, Zeichnungen, Skulpturen und Silberobjekte. Diese Ausstellung ist in die Themenbereiche Nijmegen als mittelalterliche Handelsstadt, Zünfte, die Blüte der Stadt im Goldenen Zeitalter sowie Blick auf die Stadt des 17. bis 20. Jahrhunderts gegliedert.
Moderne Kunst
Die Abteilung für Moderne Kunst zeigt Werke der Pop Art und des zeitgenössischen Expressionismus seit 1960. 

### Sonderausstellungen
Das Museum bietet regelmäßig wechselnde Sonderausstellungen zu den Sammelgebieten des Hauses. Eine der am meisten beachteten Sonderausstellungen war die vom 30. August bis 20. November 2005 gezeigte Ausstellung mittelalterlicher Miniaturen mit den Werken der Brüder von Limburg.

## Gebäude
Das Museum liegt am Rande des Valkhofparks im Zentrum von Nijmegen. Auf diesem Gelände war einst ein römisches Kastell, über das später Kaiser Karl der Große eine Pfalz baute. Das gegenwärtige Gebäude wurde von Ben van Berkel entworfen und am 14. September 1999 durch Königin Beatrix eröffnet. Der Bau soll mit seinen strengen Linien und hellen Farben einen starken Kontrast zu dem Park setzen. Da es zum größten Teil aus Glas besteht wird es vom Volksmund scherzhaft auch als "Aquarium", "het zwembad" (Schwimmbad) oder "het blokkendoos" bezeichnet.